# جملة معترضة
الجملة المعترضة هي التي تتوسط بين أجزاء الجملة المستقلة لتقرير معنى يتعلق بها، أو بأحد أجزائها، مثل: زيد—طال عمره—قائم.
وحد الجملة الاعتراضية في الاصطلاح: «أنها تأتي في أثناء الكلام – وليس المراد بالكلام هنا: المسند والمسند إليه فقط، بل جميع ما يتعلق به من الفضلات والتوابع – فاصلة بين متلازمين، سواء أكانا مفردين، أو كانا جملتين متصلتين معنى، وذلك لإفادة الكلام تقوية، أو إيضاحا وبيانا، لنكتة سوى دفع الإيهام».
وعرفها الزركشي بقوله: "هو أن يؤتى في أثناء الكلام، أو كلامين متصلين معنى، بشيء يتم الغرض الأصلي بدونه، ولا يفوت بفواته، فيكون فاصلا بين الكلام أو الكلامين لنكتة.. ثم يقول: وقال الشيخ عز الدين في أماليه: "الجملة المعترضة تارة تكون مؤكدة، وتارة تكون مشددة، لأنها إما ألا تدل على معنى زائد على ما دل عليه الكلام، بل دلت عليه فقط، فهي مؤكدة، وإما أن تدل عليه وعلى معنى زائد، فهي مشددة".

## الجملة المعترضة في القرآن
الاعتراض من أساليب القرآن البلاغية، وهو أَنْ يُؤْتَى فِي أَثْنَاءِ الْجُمْلَة بكَلَامٍ فَاصِلٍ، يَتِمُّ الْغَرَضُ الْأَصْلِي بِدُونِهِ وَلَا يَفُوتُ بِفَوَاتِهِ لِنُكْتَةٍ. ويسميه النُّحَاةُ بالْجُمْلَةِ الْمُعْتَرِضَةِ.
وللِاعْتِرَاضِ أَسْبَاب مِنْهَا:
1- التَقْرِير: وَمِثَالُهُ قَوْلُ اللَّهِ تَعَالَى: (قَالُوا تَاللَّهِ لَقَدْ عَلِمْتُمْ مَا جِئْنَا لِنُفْسِدَ فِي الأرْضِ وَمَا كُنَّا سَارِقِينَ).
فَجُمْلَةُ: (لَقَدْ عَلِمْتُمْ)، اعْتِرَاضٌ بَيْنَ قَوْلِهِ تَعَالَى: (قَالُوا تَاللَّهِ) وَقَوْلِهِ تَعَالَى: (مَا جِئْنَا لِنُفْسِدَ فِي الأرْضِ)، وَالْمُرَادُ بهذا الاعْتِرَاضِ تَقْرِيرُ إِثْبَاتِ الْبَرَاءَةِ مِنْ تُهْمَةِ السَّرِقَةِ.
وَمِثَالُهُ قَوْلُهُ تَعَالَى: (قَالَتْ إِنَّ الْمُلُوكَ إِذَا دَخَلُوا قَرْيَةً أَفْسَدُوهَا وَجَعَلُوا أَعِزَّةَ أَهْلِهَا أَذِلَّةً وَكَذَلِكَ يَفْعَلُونَ * وَإِنِّي مُرْسِلَةٌ إِلَيْهِمْ بِهَدِيَّةٍ فَنَاظِرَةٌ بِمَ يَرْجِعُ الْمُرْسَلُونَ).
فَجُمْلَةُ: (وَكَذَلِكَ يَفْعَلُونَ)، اعْتِرَاضٌ بَيْنَ قَوْلِهِا: (إِنَّ الْمُلُوكَ إِذَا دَخَلُوا قَرْيَةً أَفْسَدُوهَا وَجَعَلُوا أَعِزَّةَ أَهْلِهَا أَذِلَّةً)، وَقَوْلِهِا: (وَإِنِّي مُرْسِلَةٌ إِلَيْهِمْ بِهَدِيَّةٍ فَنَاظِرَةٌ بِمَ يَرْجِعُ الْمُرْسَلُونَ).
وَالْمُرَادُ بهذا الاعْتِرَاضِ: تَقْرِيرُ إِثْبَاتِ أَنْ الْمُلُوكَ إِذَا دَخَلُوا قَرْيَةً مِنَ الْقُرَى خرّبوا مبانيها، وغيروا مغانيها، وأتلفوا أَمْوَالَهَا، وَفَرَّقُوا شَمْلَ أَهْلِهَا وَأَهَانُوا أَشْرَافَهَا، وَحَطُّوا مَرَاتِبَهُمْ، فَصَارُوا عِنْدَ ذَلِكَ أَذِلَّةً، وَإِنَّمَا يَفْعَلُونَ ذَلِكَ لِأَجْلِ أَنْ يَتِمَّ لَهُمُ الْمُلْكُ، وَتُسْتَحْكَمَ لَهُمُ الْوَطْأَةُ، وَتَتَقَرَّرُ لَهُمْ فِي قُلُوبِ الناسِ الْمَهَابَةُ.
2- التَّنْزِيهُ: وَمِثَالُهُ قَوْلُ اللَّهِ تَعَالَى: (وَيَجْعَلُونَ لِلَّهِ الْبَنَاتِ سُبْحَانَهُ وَلَهُمْ مَا يَشْتَهُونَ).
فَجُمْلَةُ: (سُبْحَانَهُ)، اعْتِرَاضٌ بَيْنَ قَوْلِهِ تَعَالَى: (وَيَجْعَلُونَ لِلَّهِ الْبَنَاتِ)، وقَوْلِهِ تَعَالَى: (وَلَهُمْ مَا يَشْتَهُونَ)، والغَرَضُ منه التَّنْزِيهُ وَالتَّعْظِيمُ لِلَّهِ تَعَالَى، وَفِيهِ الشَّنَاعَةُ عَلَى مَنْ جَعَلَ الْبَنَاتِ لِلَّهِ.
3- التَّبَرُّكُ: وَمِثَالُهُ قَوْلُ اللَّهِ تَعَالَى: (لَتَدْخُلُنَّ الْمَسْجِدَ الْحَرَامَ إِنْ شَاءَ اللَّهُ آمنين).
فَجُمْلَةُ: (إِنْ شَاءَ اللَّهُ)، اعْتِرَاضٌ بَيْنَ قَوْلِهِ تَعَالَى: (لَتَدْخُلُنَّ الْمَسْجِدَ الْحَرَامَ)، وقَوْلِهِ تَعَالَى: (آمنين). وفائدة الاعتراض هنا التَّبَرُّكُ.
4- للتنبيه على أمر هام: نحو قوله تعالى: (والذين إذا فعلوا فاحشة أو ظلموا أنفسهم ذكروا الله فاستغفروا لذنوبهم – ومن يغفر الذنوب إلا الله – ولم يصروا على ما فعلوا وهم يعلمون).
أفاد الاعتراض: الحث على الاستغفار، والتنبيه على أن الله سبحانه هو الغفور لعباده، فالمغفرة لا تكون إلا منه سبحانه، وفي ذلك ترغيب للمذنبين وتنشيط لهم أن يقفوا في مواقف الخضوع والتذلل، غير يائسين من عفوه تعالى، ورحمته الواسعة.
5- لدفع الإيهام: وذلك كما في قوله تعالى: (إذا جاءك المنافقون قالوا نشهد إنك لرسول الله، والله يعلم إنك لرسوله، والله يشهد إن المنافقين لكاذبون).
عد المفسرون قوله تعالى: (والله يعلم إنك لرسوله) جملة معترضة، مقررة لمضمون ما قبلها من كونه صلى الله عليه وسلم – رسول من عند الله تعالى حقاً.
وفائدة الاعتراض: أنه لو اتصل التكذيب بقولهم، لربما توهم أن قولهم في حد ذاته كذب، فأتبع بالاعتراض لدفع هذا الإيهام.
6- للتعظيم: وذلك كما في قوله تعالى: (فلا أقسم بمواقع النجوم. وإنه لقسم لو تعلمون عظيم. إنه لقرآن كريم. في كتاب مكنون).
قال يحيى بن حمزة العلوي: "ففي هذه الآية اعتراضان:
أحدهما: بجملة اسمية إبتدائية، وهو قوله: (وإنه لقسم لو تعلمون عظيم) فأتى به اعتراضاً بين القسم وجوابه، وإنما أتى به على قصد المبالغة للمقسم به، واهتماما بذكر حاله قبل جواب القسم، وفيه الإعظام له، والتفخيم لشأنه، وذلك يكون أوقع في النفوس، وأدخل في البلاغة.
وثانيهما: بجملة فعلية بين الصفة والموصوف، وهو قوله: (لو تعلمون) فإنه وسطه بين الصفة وموصوفها تفخيما لشأنه، وتعظيما لأمره. كأنه قال: وإنه لقسم لو تعلمون حاله أو تحققتم أمره، لعرفتم عظمة وفخامة شأنه، فهذان الاعتراضان قد اختصا بمزيد البلاغة، وموقع الفخامة مبلغا لا ينال".
7- للتوبيخ: ومما جاء من الاعتراض مفيداً للتوبيخ قوله تعالى: (فلولا إذا بلغت الحلقوم وأنتم حينئذ تنظرون - ونحن أقرب إليه منكم - ولكن لا تبصرون).
8- لتخصيص أحد المذكورين بزيادة التأكيد في أمر يتعلق بهما: كما في قوله تعالى: (ووصينا الإنسان بوالديه – حملته أمه وهنا على وهن وفصاله في عامين – أن اشكر لي ولوالديك إلي المصير). فقوله سبحانه: (حملته أمه وهنا على وهن وفصاله في عامين)، اعتراض بين قوله: (ووصينا الإنسان بوالديه) وبين الموصى به (أن اشكر لي ولوالديك)، وفائدة هذا الاعتراض: هو توجيه نظر الأبناء إلى الاهتمام بالأم أكثر من الاهتمام بالأب لضعفها، فذكر ما تكابده الأم، وتعانيه من المشاق والمتاعب، في حمله وفصاله، هذه المدة المتطاولة، إيجابا للتوصية بالوالدة خصوصاً.
9- للتعجيز والتحدي كقوله تعالى: (وإن كنتم في ريب مما نزلنا على عبدنا فأتوا بسورة من مثله وادعوا شهداءكم من دون الله إن كنتم صادقين. فإن لم تفعلوا - ولن تفعلوا - فاتقوا النار التي وقودها الناس والحجارة أعدت للكافرين).
فقوله تعالى: (ولن تفعلوا) جملة معترضة بين الشرط وهو قوله: (فإن لم تفعلوا) وبين جوابه، وهو قوله: (فاتقوا النار)، لا محل لها من الإعراب، جيء بها لتأكيد عجزهم عن معارضته، وأن ذلك غير متاح لهم، ولو تظافرت هممهم عليه.

## موقع الجملة المعترضة
تقع الجملة المعترضة في مواضع عديدة منها:
1 ـ بين الفعل وفاعله. مثل: وصل ـ أظن ـ أبوك.
2 ـ بين الفعل ونائب الفاعل. مثل: توفي ـ أعتقد ـ المريض.
3 ـ بين الفعل ومفعوله. مثل: صافحت ـ رعاك الله ـ رجلاً شجاعاً.
4 ـ بين المبتدأ وخبره. مثل: أنت ـ حماك الله ـ صديق مخلص.
5 ـ بين اسم كان وخبرها. نحو: كان عليّ ـ رحمه الله ـ أميناً في صداقته.
6 ـ بين اسم إن وخبرها. نحو: إن أخاك ـ والله ـ شهم.
7 ـ بين الشرط وجوابه. مثل: إن زرتني ـ إن شاء الله ـ تجدني في انتظارك.
8 ـ بين المضاف والمضاف إليه. مثل: استعرت كتاب ـ والله ـ محمد.
9 ـ بين القسم وجوابه. مثل: والله ـ والحق يقال ـ لأكافئنَّ الفائزين.
10 ـ بين الموصول والصلة، مثل: جاء الذي ـ أشهد ـ قد فاز بالسباق.
11 ـ بين الموصوف والصفة. مثل: أعطف على رجل ـ والله ـ فقير.
12 ـ بين أجزاء الصلة. مثل: حضر الذي خيره ـ لا شك ـ يعم الجميع.
13 ـ بين الجار والمجرور. مثل: ذهبت إلى ـ والله ـ عملي مبكراً.
14 ـ بين قد والفعل. مثل: قد ـ والله ـ نجح محمد.
15 ـ بين سوف والفعل. مثل: سوف ـ والله ـ ينجح المجد.
16 ـ بين حرف النفي ومنفيه. مثل: لا ــ والله ــ أقصر في عملي.